# Rudnyj (Rosja)
Rudnyj (ros. Ру́дный) – osiedle typu wiejskiego w Rosji w rejonie kawalerowskim (Kraj Nadmorski). 
W 2010 roku liczyła 2373 mieszkańców.